# Philip Yorke, 2. Earl of Hardwicke

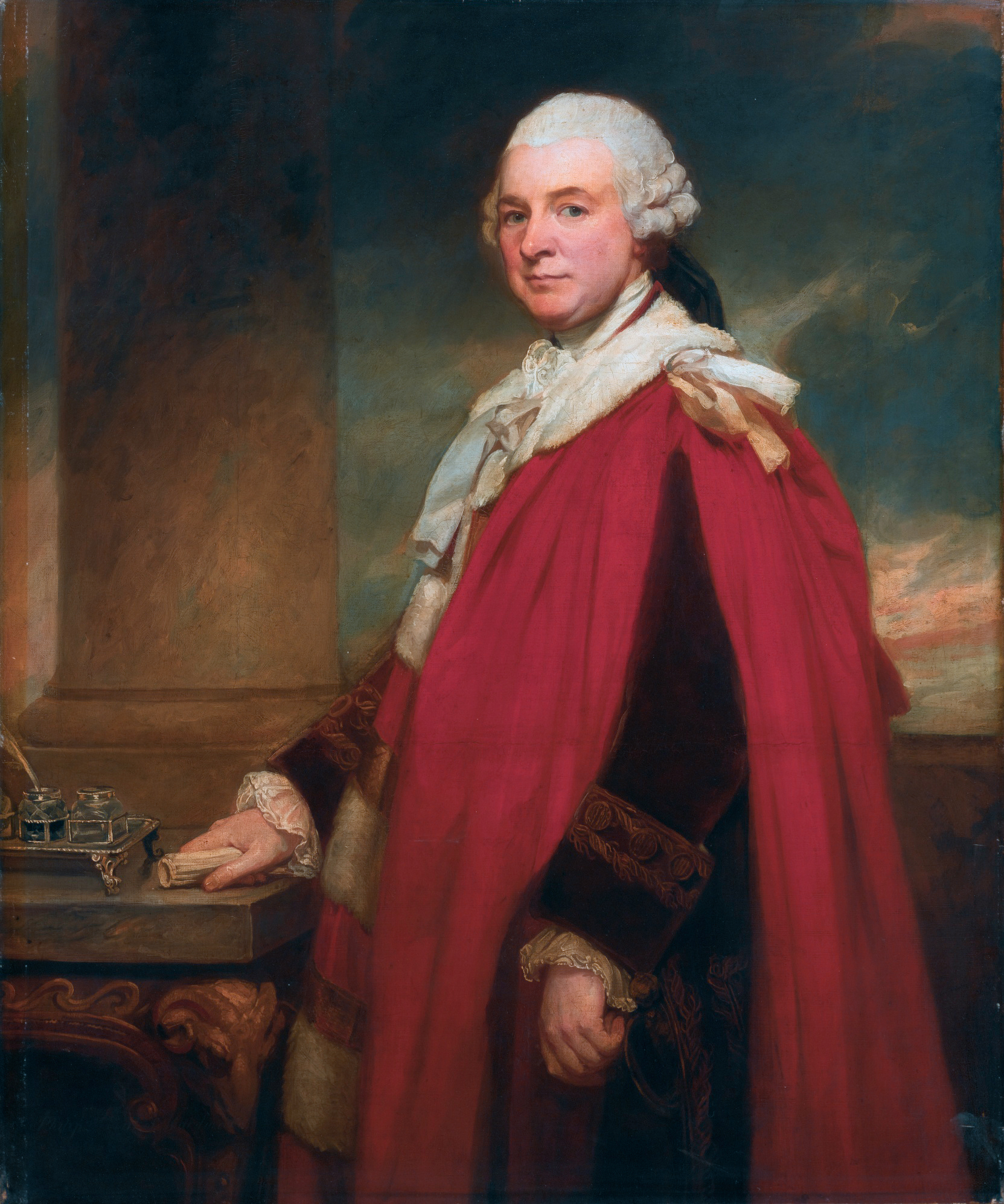
Philip Yorke, 2. Earl of Hardwicke, Gemälde von George Romney, um 1779

Philip Yorke, 2. Earl of Hardwicke (* 9. Dezember 1720 in London; † 16. Mai 1790 ebenda) war ein britischer Peer, Politiker und Schriftsteller.

## Leben

### Herkunft und Ausbildung
Er war der älteste Sohn von Philip Yorke, 1. Earl of Hardwicke, und dessen Ehefrau Margaret Cocks. Er hatte sechs jüngere Geschwister, darunter sein Bruder Charles, der kurzzeitig wie sein Vater britischer Lordkanzler wurde. Seit der Ernennung seines Vaters zum Earl of Hardwicke 1754 führte Philip Yorke als dessen Heir apparent den Höflichkeitstitel Viscount Royston.
Philip Yorke wurde zunächst in der Newcome’s School in Hackney ausgebildet. Ab 1737 studierte er am Corpus Christi College der Universität Cambridge. 1749 wurde ihm die Doktorwürde der Rechte von der Universität Cambridge verliehen. 1741 wurde er als Fellow in die Royal Society, 1744 in die Society of Antiquaries aufgenommen.

### Politische Karriere
Ab 1741 war Yorke Abgeordneter im britischen Unterhaus für das Borough Reigate in Surrey, trat dieses Mandat jedoch 1747 an seinen Bruder Charles ab und übernahm selbst das Mandat für das County Cambridgeshire. Während seiner Zeit im Unterhaus machte er sich Notizen über die Debatten, die später in die Parliamentary History von William Cobbett aufgenommen wurden.
Im Laufe seiner Karriere hatte Yorke verschiedene Ämter inne: Bereits 1738 wurde er zum Teller of the Exchequer ernannt, ein Amt, das er bis zu seinem Tod innehatte. 1757 wurde er zum Lord Lieutenant von Cambridgeshire, 1764 zum High Steward der Universität Cambridge ernannt.
Während der politischen Krise aufgrund des Verlusts Menorcas an die Franzosen 1756 während des Siebenjährigen Kriegs wurde Viscount Royston damit beauftragt, günstige Presseberichte über das Ministerium zu sammeln. Premierminister Lord Newcastle machte Admiral John Byng für den Verlust der Insel verantwortlich und ließ diesen hinrichten, was eine für eine Kontroverse sorgte. Während der parlamentarischen Untersuchung nach der Hinrichtung verteidigte Yorke gemeinsam mit seinem Vater und Lord Mansfield das Vorgehen der Newcastle-Regierung. In den folgenden Jahren unterstützte Yorke politisch die Rockingham-Whigs.
Mit dem Tod seines Vaters 1764 folgte er dessen Adelstitel als Earl of Hardwicke nach und übernahm dessen Sitz im Oberhaus. Zudem erbte er das Anwesen Wimpole Hall in Cambridgeshire, das sein Vater von Edward Harley, 2. Earl of Oxford and Mortimer, gekauft hatte. Mit der Thronbesteigung Georgs III. 1760 wurde Yorke Mitglied des Privy Council.

### Schriftsteller
Yorke gab eine Reihe verschiedener Staatspapiere und Korrespondenzen heraus, die in den Manuskriptsammlungen des British Museum zu finden sind. Gemeinsam mit seinem Bruder Charles Yorke gab er zudem die Athenian Letters, eine Arbeit über die Geschichte und Geographie des antiken Griechenland heraus.
Zwischen 1756 und 1760 war er ehrenamtlicher Vizepräsident des Foundling Hospital, einer karitativen Einrichtung, die sich um verlassene Kinder in London kümmerte.
Philip Yorke starb 1790 und wurde in Flitton, Bedfordshire, beigesetzt. Dort wurde ihm ein Denkmal von Thomas Banks errichtet.

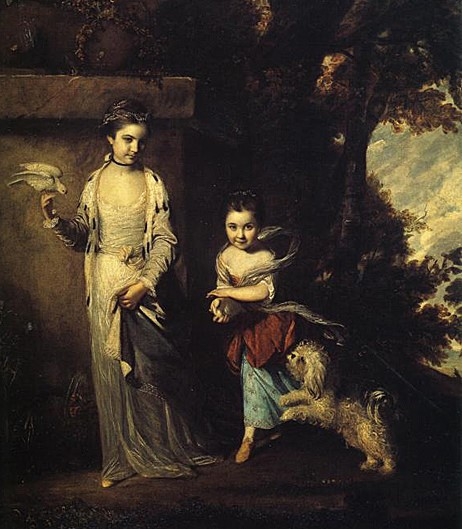
Die beiden Töchter Philip Yorkes, Amabel und Mary Jemima, um 1760

## Ehe und Nachkommen
Am 22. Mai 1740 heiratete Philip Yorke Jemima Campbell. Sie war die einzige Tochter von John Campbell, 3. Earl of Breadalbane and Holland. Beim Tod ihres Großvaters mütterlicherseits, Henry Grey, 1. Duke of Kent, wurde sie aus eigenem Recht 2. Marchioness Grey und 4. Baroness Lucas. Der Ehe entstammten zwei Töchter:
- Amabel Yorke, 1. Countess de Grey, 5. Baroness Lucas (1751–1833) ⚭ 1772 Alexander Hume-Campbell, 1. Baron Hume of Berwick;
- Lady Mary Jemima Yorke (1757–1830) ⚭ 1780 Thomas Robinson, 2. Baron Grantham.

Da er keine Söhne hatte, folgte ihm sein Neffe Philip Yorke als 3. Earl of Hardwicke nach.